# Sylarna
Sylarna (norska: Sylan(e), sydsamiska: Bieljehke eller Bealjehkh) är ett fjällmassiv som ligger på gränsen mellan Sverige (Jämtland) och Norge (Trøndelag fylke). Högsta punkt är Storsylen, 1762 meter ö.h. som ligger på norsk sida men mycket nära gränsen till Sverige. Den högsta toppen på svensk sida heter Templet och når 1728 m ö.h. Sylarna är en del av den s.k. Jämtlandstriangeln, som är en vandringsled som omfattar Sylarnas fjällstation, Blåhammarens fjällstation och Storulvåns fjällstation. Sylarnas östra del ligger i Undersåkers distrikt (Undersåkers socken). Vid Storsylen finns även en glaciär. Den ligger huvudsakligen på svenska sidan.
Den första dokumenterade toppbestigningen till Storsylens topp utfördes av norrmännen Peder Steensaas och Albert Ravnö, den 17 juli 1885. År 1901 besteg 49 personer toppen och år 1920 bestegs toppen av cirka 300 personer. 

## Fotogalleri

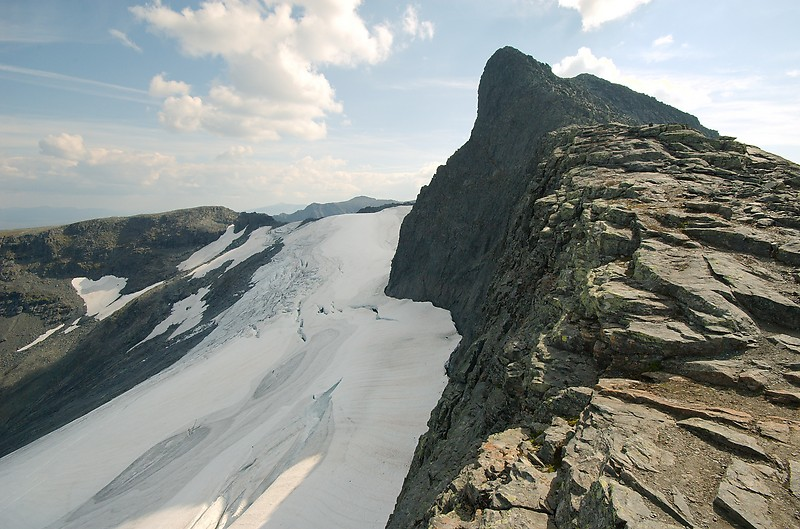
Norra sluttningen på Storsylen med sylglaciären till vänster.
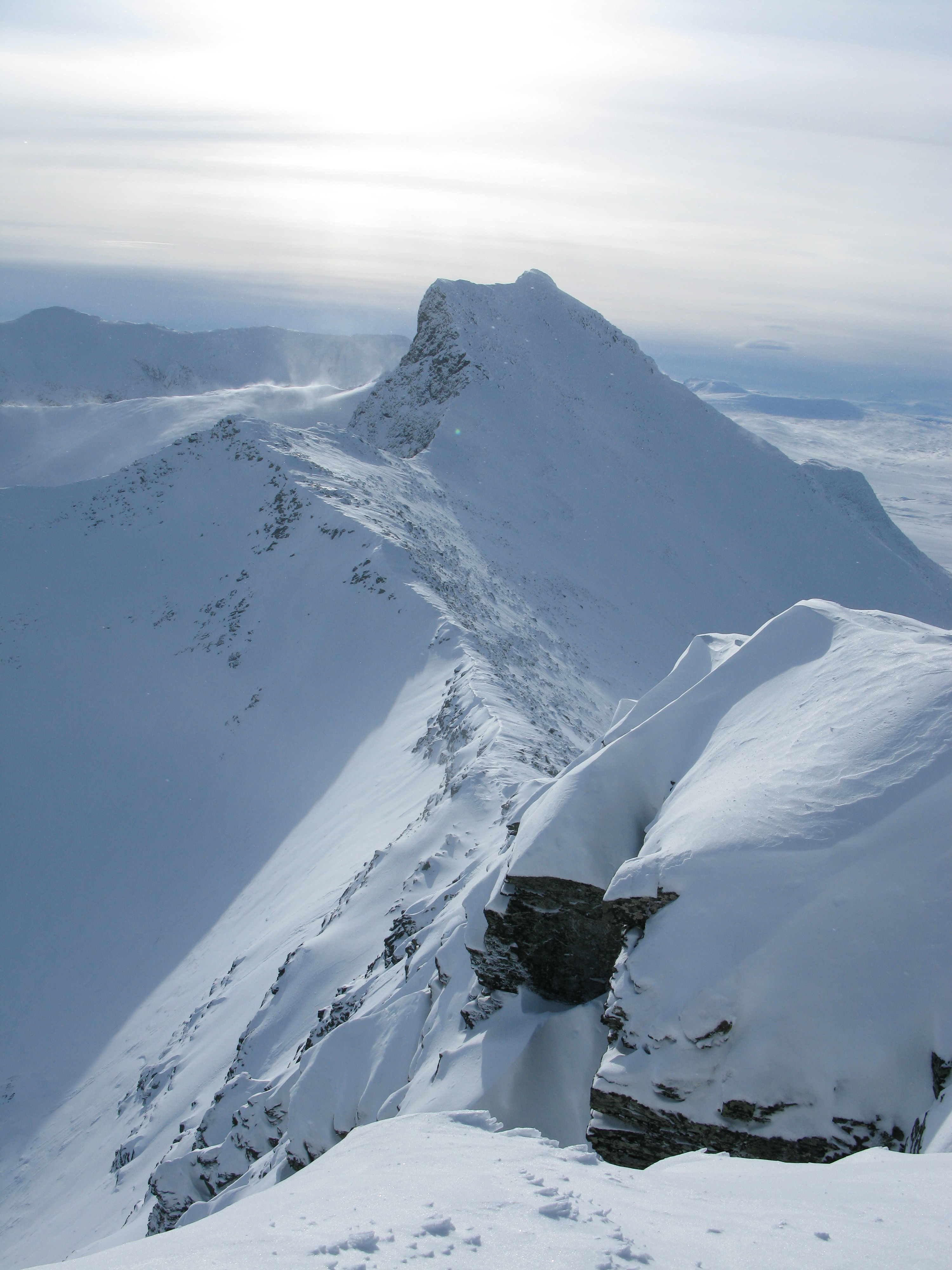
Storsylen
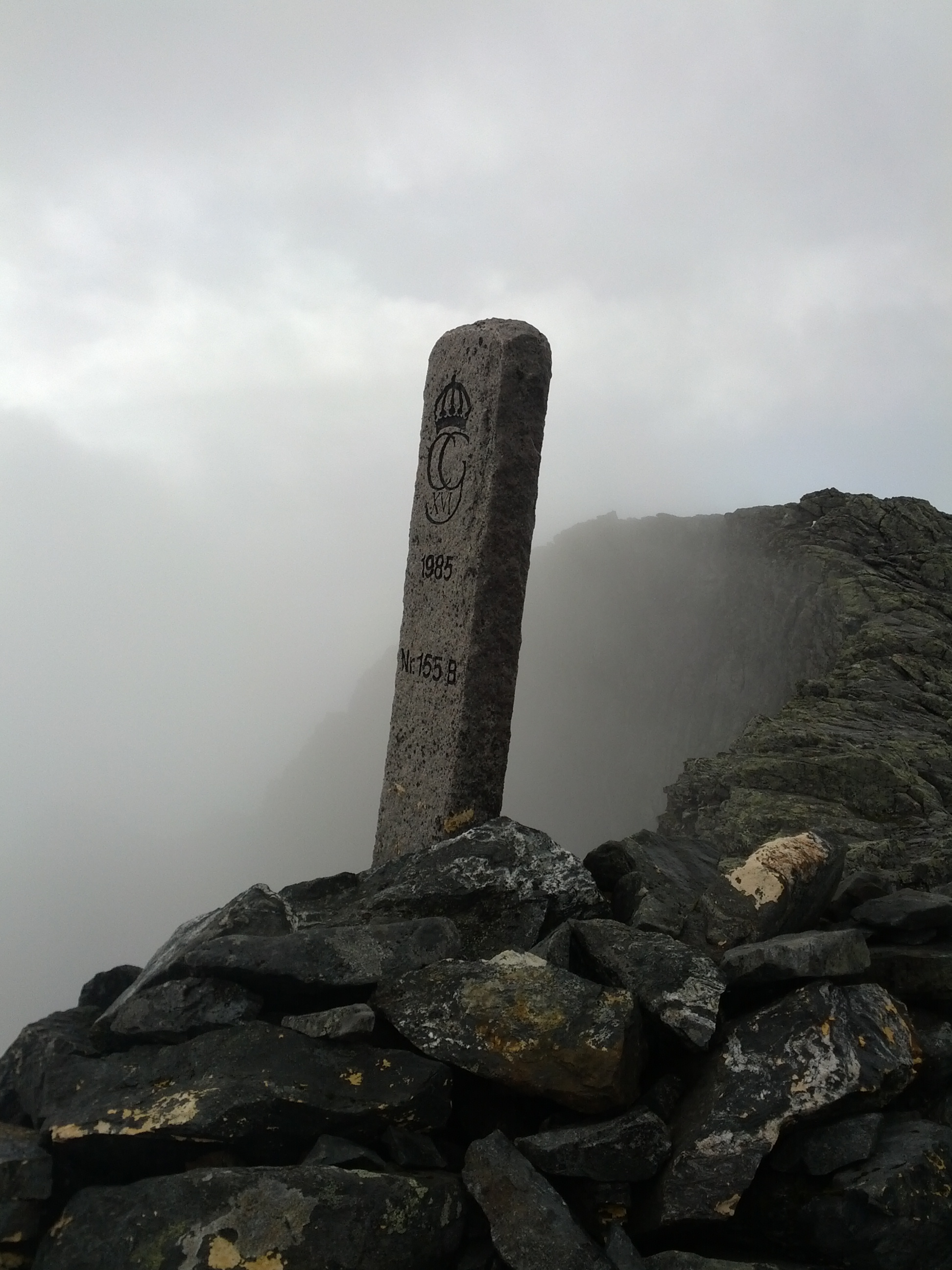
Riksröset mellan Norge och Sverige
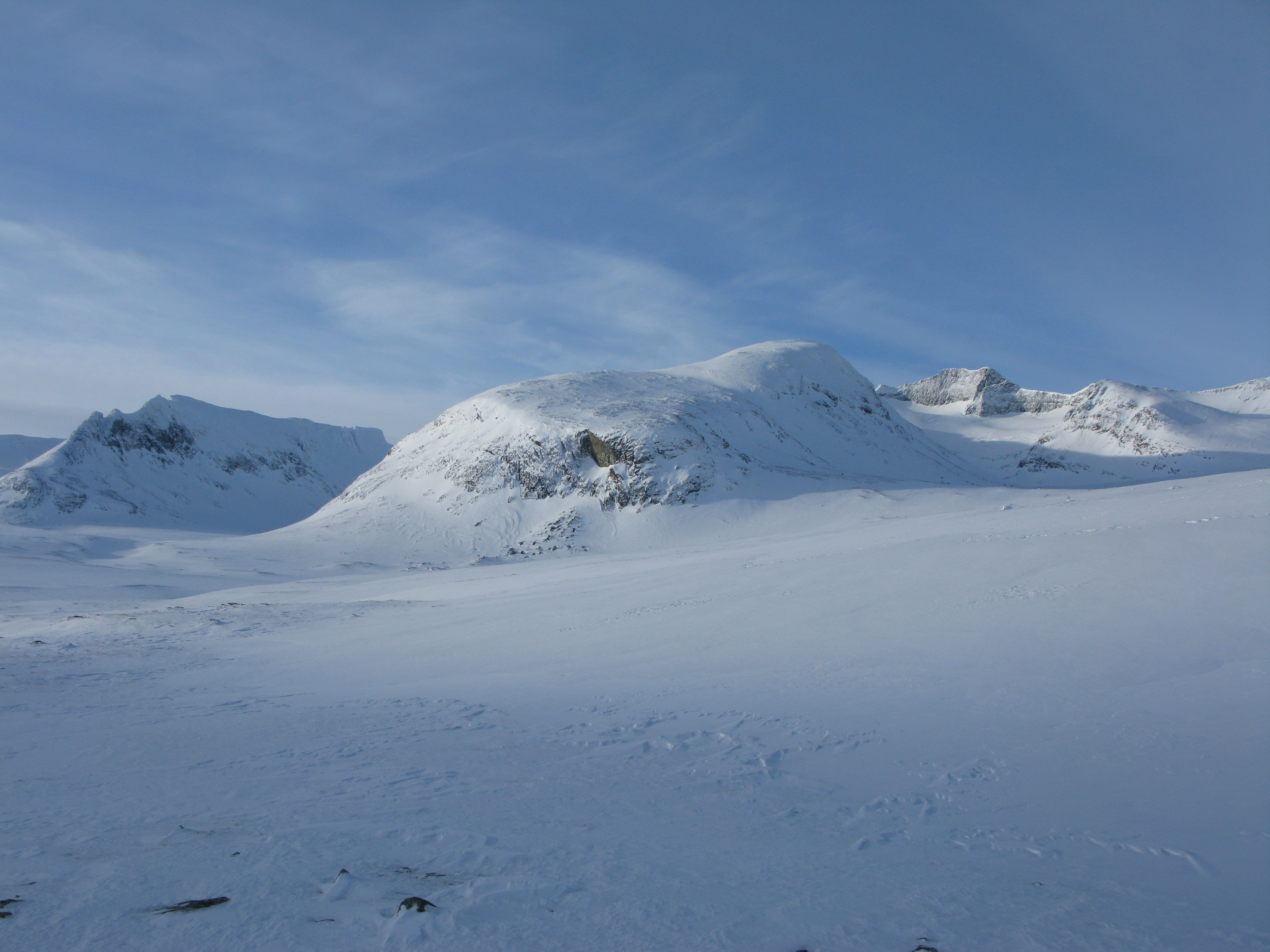
Sylarna på vintern
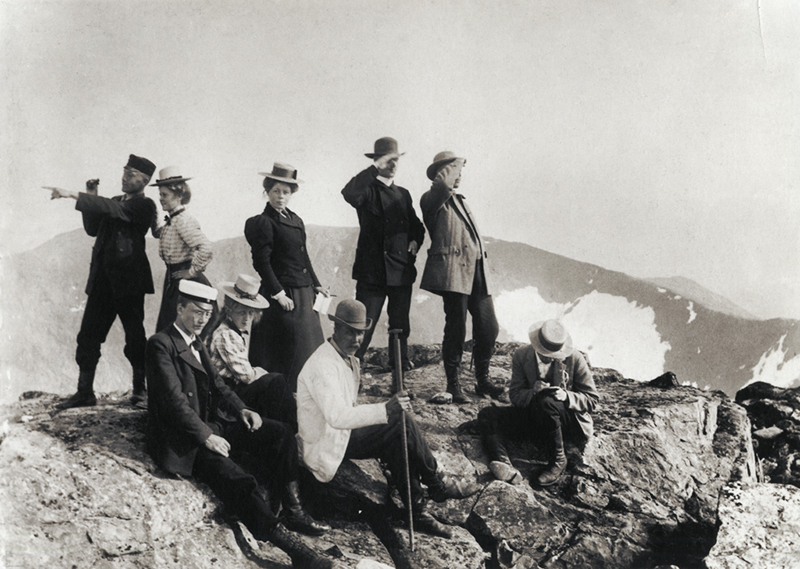
De första turisterna på toppen av Storsylen.